# Halle-Ingooigem
La Halle-Ingooigem è una corsa in linea di ciclismo su strada maschile che si svolge tra Halle ed Ingooigem (frazione di Anzegem), in Belgio, ogni anno nel mese di giugno.
Creata nel 1945 con il nome di Bruxelles-Ingooigem, dal 2005 fa parte dell'UCI Europe Tour.

## Albo d'oro
Aggiornato all'edizione 2019.
| Anno      | Vincitore                                           | Secondo                                             | Terzo                                               |
| --------- | --------------------------------------------------- | --------------------------------------------------- | --------------------------------------------------- |
| 1945      | Rik Van Steenbergen                                 | Alberic Schotte                                     | Albert Sercu                                        |
| 1946      | Edward Van Dyck                                     | Alberic Schotte                                     | Roger Cnockaert                                     |
| 1947      | Ernest Sterckx                                      | Maurice Van Herzele                                 | Gerrit Schulte                                      |
| 1948-1950 | non disputata                                       |                                                     |                                                     |
| 1951      | Maurice Blomme                                      | Roger Decorte                                       | Lucien Mathys                                       |
| 1952      | Germain Derijcke                                    | Roger Decock                                        | Maurice Mollin                                      |
| 1953      | Jean De Valck                                       | André Declerck                                      | Gabriel Lameire                                     |
| 1954      | Valère Ollivier                                     | Jean De Valck Roger Decock                          |                                                     |
| 1955      | Roger Decock                                        | Maurice Joye                                        | Maurice Blomme                                      |
| 1956      | Jozef Schils                                        | Henri Luyten                                        | Germain Derijcke                                    |
| 1957      | Léon Van Daele                                      | Jozef Schils                                        | Willy Truye                                         |
| 1958      | Louis Proost                                        | Léon Van Daele                                      | André Noyelle                                       |
| 1959      | Noël Foré                                           | Willy Schroeders                                    | Oswald Declerck                                     |
| 1960      | Oswald Declerck                                     | Gustaaf Van Vaerenbergh                             | Willy Haelterman                                    |
| 1961      | Georges Decraeye                                    | Roger De Coninck                                    | Roger Coppens                                       |
| 1962      | Benoni Beheyt                                       | Gilbert Desmet                                      | Joseph Planckaert                                   |
| 1963      | Willy Schroeders                                    | Louis Proost                                        | Georges Decraeye                                    |
| 1964      | Walter Boucquet                                     | Théo Mertens                                        | Arthur Decabooter                                   |
| 1965      | Willy Bocklant                                      | Benoni Beheyt                                       | Carmine Preziosi                                    |
| 1966      | Herman Van Springel                                 | Lionel Van Damme                                    | Albert Lacroix                                      |
| 1967      | Daniel Van Ryckeghem                                | Bernard Van De Kerckhove                            | Raymond Steegmans                                   |
| 1968      | Romain Furnière                                     | Etienne Buysse                                      | Rik Van Looy                                        |
| 1969      | Roger De Vlaeminck                                  | Victor Van Schil                                    | Etienne Sonck                                       |
| 1970      | Herman Vrijders                                     | Jos De Schoenmaecker                                | Marc De Block                                       |
| 1971      | Noel Van Clooster                                   | Roger Swerts                                        | Eric Leman                                          |
| 1972      | Tony Gakens                                         | Eddy Verstraeten                                    | Dirk Baert                                          |
| 1973      | Wilfried David                                      | Julien Van Geebergen                                | Roger Verschaeve                                    |
| 1974      | Patrick Sercu                                       | Willy Van Malderghem                                | Ronny De Bisschop                                   |
| 1975      | Marc Meernhout                                      | Willy Teirlinck                                     | Dirk Baert                                          |
| 1976      | Jos Jacobs                                          | Serge Van Daele                                     | Pol Verschuere                                      |
| 1977      | Walter Planckaert                                   | Willy Teirlinck                                     | Frans Van Looy                                      |
| 1978      | Dirk Baert                                          | Ferdinand Bracke                                    | Jacques Martin                                      |
| 1979      | Emile Gijsemans                                     | Walter Dalgal                                       | Lucien Van Impe                                     |
| 1980      | Frans Van Looy                                      | Jan Bogaert                                         | Patrick De Vos                                      |
| 1981      | Johan Wellens                                       | Eddy Verstraeten                                    | Willy Scheers                                       |
| 1982      | Jos Schipper                                        | Alain Desaever                                      | Willem Peeters                                      |
| 1983      | Eddy Planckaert                                     | Ludo Frijns                                         | Willy Teirlinck                                     |
| 1984      | Willy Teirlinck                                     | Luc Meersman                                        | Dirk Baert                                          |
| 1985      | Eddy Vanhaerens                                     | William Tackaert                                    | Marc Van Geel                                       |
| 1986      | Eric Vanderaerden                                   | Eddy Planckaert                                     | Eddy Vanhaerens                                     |
| 1987      | Dirk Clarysse                                       | Johan Capiot                                        | Yvan Lamote                                         |
| 1988      | Gino De Backer                                      | Jan Bogaert                                         | Marnix Lameire                                      |
| 1989      | Hendrik Redant                                      | Patrick Tolhoek                                     | Nico Emonds                                         |
| 1990      | Ludo Giesbert                                       | Michel Vermote                                      | Gino De Backer                                      |
| 1991      | Patrick Van Roosbroeck                              | Hendrik Redant                                      | Jonas Romanovas                                     |
| 1992      | David Windels                                       | Didier Priem                                        | Patrick Evenepoel                                   |
| 1993      | Johan Devos                                         | Kurt Verleden                                       | Peter De Frenne                                     |
| 1994      | Eric Van Lancker                                    | Ludo Dierckxsens                                    | Wim Omloop                                          |
| 1995      | Frank Corvers                                       | Eric De Clercq                                      | Pascal Elaut                                        |
| 1996      | Erwin Thijs                                         | Willy Willems                                       | Jans Koerts                                         |
| 1997      | Michel Vanhaecke                                    | Davy Dubbeldam                                      | Ronny Assez                                         |
| 1998      | Sergej Ivanov                                       | Geert Van Bondt                                     | Frank Høj                                           |
| 1999      | Wim Omloop                                          | Jürgen Vermeersch                                   | Tom Stremersch                                      |
| 2000      | Hans De Clercq                                      | Wim Omloop                                          | Gert Vanderaerden                                   |
| 2001      | Bert Roesems                                        | Gordon McCauley                                     | Mindaugas Goncaras                                  |
| 2002      | Danny Daelman                                       | Jan van Velzen                                      | Andy Cappelle                                       |
| 2003      | Jans Koerts                                         | Jan Kuyckx                                          | Ruud Aerts                                          |
| 2004      | Steven Caethoven                                    | Bert De Waele                                       | Gorik Gardeyn                                       |
| 2005      | Bert Roesems                                        | Nico Sijmens                                        | Johnny Hoogerland                                   |
| 2006      | Baden Cooke                                         | Jan Kuyckx                                          | Sébastien Rosseler                                  |
| 2007      | Tanel Kangert                                       | Christian Murro                                     | Maarten Wynants                                     |
| 2008      | Gert Steegmans                                      | Luke Roberts                                        | Stuart Shaw                                         |
| 2009      | Jurgen Van de Walle                                 | Mitchell Docker                                     | Gene Bates                                          |
| 2010      | Jurgen Van de Walle                                 | Arnoud van Groen                                    | Greg Van Avermaet                                   |
| 2011      | Roy Curvers                                         | Pieter Jacobs                                       | Gianni Meersman                                     |
| 2012      | Nacer Bouhanni                                      | Arnaud Démare                                       | Tom Veelers                                         |
| 2013      | Kenny Dehaes                                        | Luka Mezgec                                         | Nacer Bouhanni                                      |
| 2014      | Arnaud Démare                                       | Kris Boeckmans                                      | Michael Van Staeyen                                 |
| 2015      | Nacer Bouhanni                                      | Kris Boeckmans                                      | Edward Theuns                                       |
| 2016      | Dries De Bondt                                      | Jens Keukeleire                                     | Edward Theuns                                       |
| 2017      | Arnaud Démare                                       | Edward Theuns                                       | Iljo Keisse                                         |
| 2018      | Danny van Poppel                                    | Fabio Jakobsen                                      | Sean De Bie                                         |
| 2019      | Dries De Bondt                                      | Piotr Havik                                         | Philippe Gilbert                                    |
| 2020      | non disputata                                       | non disputata                                       | non disputata                                       |
| 2021      | annullata per la Pandemia di COVID-19 del 2019-2021 | annullata per la Pandemia di COVID-19 del 2019-2021 | annullata per la Pandemia di COVID-19 del 2019-2021 |
| 2022      | annullata per la Pandemia di COVID-19 del 2019-2021 | annullata per la Pandemia di COVID-19 del 2019-2021 | annullata per la Pandemia di COVID-19 del 2019-2021 |

## Vittorie per nazione
| Pos. | Nazione     | Vittorie |
| ---- | ----------- | -------- |
| 1    | Belgio      | 59       |
| 2    | Francia     | 4        |
| 2    | Paesi Bassi | 4        |
| 4    | Australia   | 1        |
| 4    | Estonia     | 1        |
| 4    | Russia      | 1        |